# Puente de la Constitución de 1812

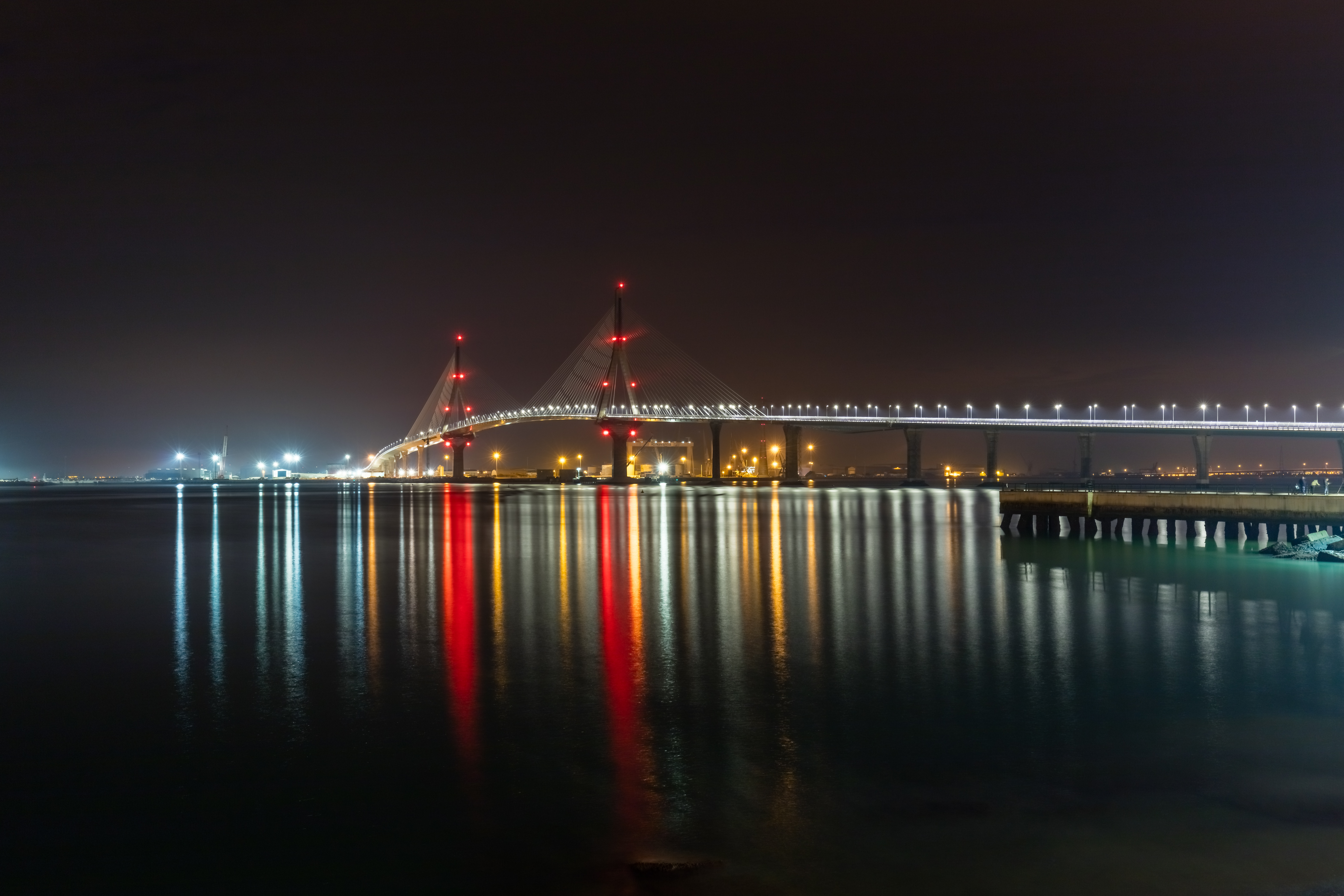
Nachtaufnahme

Die Puente de la Constitución de 1812 (Brücke der Verfassung von 1812), umgangssprachlich auch Puente de la Pepa, ist die zweite  Straßenbrücke, die die spanische Stadt Cádiz mit Puerto Real auf der anderen Seite der Bucht von Cádiz und damit direkt mit dem Festland verbindet und den Umweg über San Fernando und die CA-33 im Süden der Bucht erspart.
Sie hat die größte Spannweite aller spanischen Schrägseilbrücken und die drittgrößte in Europa nach der Pont de Normandie in Frankreich und der Rio-Andirrio-Brücke in Griechenland. Sie ist außerdem die längste Brücke Spaniens.

## Lage
Die Puente de la Constitución de 1812 steht 2,5 km nördlich der 1969 eröffneten Klappbrücke Puente José León de Carranza und ist der wesentliche Teil der Autovia de acceso da Cádiz (Autobahnzufahrt nach Cádiz) mit der Nummer CA-35. Diese beginnt in Puerto Real als Fortsetzung der Autopista AP-4, führt in Barriada Rio San Pedro zunächst über den Viaducto del Río San Pedro und unmittelbar anschließend über die Puente de la Constitución de 1812 direkt zur Av. las Cortes de Cádiz im Stadtzentrum und nahe dem Hafen und der Altstadt von Cádiz.

## Name
Der Name der Brücke erinnert an die erste spanische Verfassung, die in Cádiz von den Cortes de Cádiz, der verfassungsgebenden Versammlung, erarbeitet wurde. Die Verkündung fand am 19. März 1812 statt, dem Feiertag des heiligen Joseph (Pepe), weshalb die Verfassung auch unter dem Namen La Pepa bekannt wurde.

## Beschreibung
Die Puente de la Constitución de 1812 ist autobahnähnlich ausgebaut mit je zwei Fahrspuren pro Richtungsfahrbahn, die durch eine Betonschutzwand getrennt sind. Eine Standspur ist nicht vorhanden. Auf der Nordseite gibt es außerdem zwei ebenfalls durch eine Betonschutzwand getrennte Spuren, die für Schienenfahrzeuge des öffentlichen Nahverkehrs vorgesehen sind, zunächst aber von öffentlichen Bussen genutzt werden.
Die Brücke musste eine lichte Höhe von 69 m haben, um die Zufahrt zu der Schiffswerft in der südlichen Bucht von Cádiz nicht zu stören, und benötigt daher lange Rampenbrücken, um den Verkehr auf diese Höhe zu bringen. Einschließlich dieser Rampenbrücken ist sie deshalb 3095 m lang. Das gesamte Verkehrsbauwerk einschließlich des gleichzeitig gebauten 796 m langen Viaducto del Río San Pedro ist rund 5 km lang.
Die Brücke wurde von dem spanischen Ingenieurbüro Carlos Fernández Casado, S.L. (CFCSL) unter der Leitung von Javier Manterola geplant. Sie wurde am 24. September 2015 vom Ministerpräsidenten Mariano Rajoy und der Ministerin für Bau und Verkehr Ana Pastor eingeweiht.

### Schrägseilbrücke
Die Hauptbrücke ist eine 1180 m lange Schrägseilbrücke mit Spannweiten von 120 + 200 + 540 + 200 + 120 m.
Sie wird von zwei 185 m hohen, rautenförmigen Pylonen aus Stahlbeton getragen, die in einem senkrechten Stiel auslaufen, in dem ein hoher Ankerkasten für die je (4 × 22 =) 88 Schrägseile angeordnet ist. Einer der Pylone steht auf dem Meeresboden, der andere an Land etwa 60 m hinter der Kante des Verladekais, um den dortigen Hafenkränen ausreichenden Platz für ihren Betrieb zu lassen.
Das 34 m breite und nur 3 m hohe Brückendeck wurde in Stahlverbundbauweise ausgeführt. Es besteht aus einem stählernen trapezförmigen Hohlkasten mit zwei innenliegenden Stegen, der mit einer Fahrbahndecke aus Spannbeton abgedeckt ist. Der Hohlkasten wurde in 20 m langen und 300 t schweren Segmenten auf der Baustelle neben der Brücke angefertigt, die zunächst mit Kranen an den Pylonen eingehängt, später mit Hebevorrichtungen von den bereits montierten Segmenten aus eingehoben wurden.

### Ausbaubare Fahrbahntafel
Das westlich an die Schrägseilbrücke anschließende, 150 m weite Brückenfeld besteht aus einem ausbaubaren stählernen Hohlkasten mit einer Bauhöhe von 3 m an seinen Enden und 8 m in der Mitte sowie einem Deckel aus einer orthotropen Platte. Er kann von Schwimmkränen angehoben und entfernt werden, wenn die im südlichen Teil der Bucht von Cádiz ansässige Werft von einem außergewöhnlich hohen Schiff angelaufen wird. Da dies selten der Fall sein wird, ist der Aus- und Einbau mit Schwimmkränen günstiger als der Einbau eines Klappmechanismus.

### Rampenbrücke Cádiz
Die Verbindung zwischen der ausbaubaren Fahrbahntafel und dem Ufer von Cádiz wird durch eine 570 m lange Rampenbrücke mit neun Brückenfeldern hergestellt. Das Fahrbahndeck besteht ebenso wie das der Hauptbrücke aus einem trapezförmigen Hohlkasten mit einem Betondeckel. Beim Bau wurden zunächst die stählernen Hohlkästen vom Ufer aus eingeschoben, danach wurde die Betondecke aufgebracht.

### Östliche Rampenbrücke
Von der Schrägseilbrücke führt eine 1182 m lange Rampenbrücke mit 23 Feldern zu dem Viaducto del Río San Pedro. Sie besteht aus Spannbeton-Hohlkästen, die zunächst auf einzelnen Pfeilern, dann auf Portalrahmen gelagert sind, um den Verkehr unter der Brücke zu erleichtern.
